# 夕凪惠美
夕凪惠美（日语：／ Yuunagi Emi，1992年11月20日—），日本前年少偶像。她的寫真作品多以過激著稱。

## 生平
2007年10月25日，夕凪推出寫真DVD《現役初中生 爆寫 夕凪惠美15歲》（現役中学生 爆写 夕凪えみ15歳），並在當中以擺出手胸罩姿勢、穿着C字褲的姿態登場，這部作品在偶像產品販賣平台「偶像俱樂部」（アイドル倶楽部）上還未開售，便出現預約至缺貨的狀態。
2008年3月25日，夕凪的寫真DVD《濡兔 II 夕凪惠美》（濡兎 II 夕凪えみ）開售，這部作品的場景以SM為主題，比如夕凪會在當中身穿女仆装，然後戴上項圈；此外亦有被绑缚的場景。她的寫真DVD《聖露出》在7月25日面世，她在當中部分場景擺出M字腿的姿勢，並以身穿泳衣、水手服、丁字褲、C字褲等服裝的姿態登場。

## 人物
夕凪喜歡角色扮演，在首作推出之前就在其他場合扮演過女僕。善於繪畫，尤其擅長畫人和狗的臉部。她自认为是个御宅族。

## 外部連結
- 夕凪えみ，存于 - 官方資料